# Carl Riemer
Carl Riemer (auch Karl Riemer) († 1897 (?)) war ein deutscher Kartograph. 
Von 1887 bis 1897 war Riemer praktisch Direktor des Geographischen Instituts Weimar. Neben Stadtplänen u. a. von Weimar war eines seiner Hauptbetätigungsfelder die Kolonialkartographie. Sein Nachfolger als Direktor dieser Anstalt war der Astronom Carl Bruhns.
Seine Karten wurden stets mit C. Riemer signiert. Häufig arbeitete er mit Julius Kettler (1852–1921) zusammen. Es sind aber auch Karten mit seiner Signatur erschienen, die er zusammen mit dem Verleger Hermann Müller erstellte. Müller war Teilhaber bei Carl Flemming in Glogau. 